# Ketlen Souza
Ketlen Gabriela Da Silva Souza (Manaos, Amazonas; 18 de agosto de 1995) es una artista marcial mixta brasileña que actualmente compite en la división de peso mosca de Ultimate Fighting Championship (UFC). Anteriormente compitió en Invicta Fighting Championships, donde fue campeona de peso mosca.

## Carrera de artes marciales mixtas

### Carrera temprana
Comenzó su carrera profesional de MMA en 2016, compitiendo en varias promociones de su natal Brasil. Ketlen acumuló un récord de 11-3 antes de ser contratada por Invicta FC.
El 5 de agosto de 2021 en el evento SFT 28, Souza derrotó a Gisele Moreira por decisión unánime, ganando el Campeonato de peso gallo femenino de SFT.

### Invicta FC
Souza tenía previsto desafiar a la actual campeona de peso mosca de Invicta FC, Karina Rodríguez, en Invicta FC 46. Sin embargo, se retiró de la pelea cuatro días antes del evento y fue reemplazada por Daiana Torquato.
Souza hizo su debut en Invicta el 28 de septiembre de 2022 en Invicta FC 49 contra Maiju Suotama. Ganó la pelea por decisión unánime.
Souza fue programada para desafiar a Kristina Williams por el vacante Campeonato de peso mosca de Invicta FC en Invicta FC 51 el 18 de enero de 2023. Ella ganó la pelea por decisión unánime.

### Ultimate Fighting Championship
El 2 de mayo de 2023, se anunció que Souza firmó con UFC. En su debut, Souza se enfrentó a Karine Silva el 3 de junio de ese año en UFC on ESPN 46. Perdió la pelea por sumisión con barra de rodilla y sufrió una lesión en la rodilla en el proceso.
Souza se enfrentó a Marnic Mann el 27 de abril de 2024 en UFC on ESPN 55. Ganó la pelea por decisión unánime.
Souza se enfrentó a Yazmin Jauregui el 14 de septiembre de 2024 en UFC 306. Ganó la pelea por sumisión técnica en el primer asalto. Esto le valió el premio a la Actuación de la Noche.

## Campeonatos y logros
- Ultimate Fighting Championship
  - Actuación de la Noche (Una vez) vs. Yazmin Jauregui
- Invicta Fighting Championships
  - Campeonato Femenino de Peso Mosca de Invicta FC (una vez)

- Standout Fighting Tournament
  - Campeonato Femenino de Peso Gallo de SFT (una vez)

## Récord en artes marciales mixtas
| Récord profesional | Récord profesional | Récord profesional |
| 19 peleas          | 15 victorias       | 4 derrotas         |
| ------------------ | ------------------ | ------------------ |
| Nocaut             | 8                  | 2                  |
| Sumisión           | 2                  | 2                  |
| Decisión           | 5                  | 0                  |

| Resultado | Récord | Oponente                 | Método                      | Evento                               | Fecha                    | Ronda | Tiempo | Localización      | Notas                                                |
| --------- | ------ | ------------------------ | --------------------------- | ------------------------------------ | ------------------------ | ----- | ------ | ----------------- | ---------------------------------------------------- |
| Victoria  | 15–4   | Yazmin Jauregui          | Sumisión (rear-naked choke) | UFC 306                              | 14 de septiembre de 2024 | 1     | 3:02   | Las Vegas, Nevada |                                                      |
| Victoria  | 14–4   | Marnic Mann              | Decisión (unánime)          | UFC on ESPN: Nicolau vs. Perez       | 27 de abril de 2024      | 3     | 5:00   | Las Vegas, Nevada | Regreso al peso paja.                                |
| Derrota   | 13–4   | Karine Silva             | Sumisión (armbar)           | UFC on ESPN: Kara-France vs. Albazi  | 3 de junio de 2023       | 1     | 1:45   | Las Vegas, Nevada |                                                      |
| Victoria  | 13–3   | Kristina Williams        | Decisión (unánime)          | Invicta FC 51: Tennant vs. Bernardo  | 18 de enero de 2023      | 5     | 5:00   | Denver, Colorado  | Ganó el vacante Campeonato Peso Mosca de Invicta FC. |
| Victoria  | 12–3   | Maiju Suotama            | Decisión (unánime)          | Invicta FC 49: Delboni vs. DeCoursey | 28 de septiembre de 2022 | 3     | 5:00   | Hinton, Oklahoma  |                                                      |
| Victoria  | 11–3   | Gisele Moreira           | Decisión (unánime)          | SFT 28: Mexicano vs. Matsumoto       | 5 de agosto de 2021      | 5     | 5:00   | São Paulo         | Ganó el Campeonato de Peso Gallo de SFT.             |
| Victoria  | 10–3   | Joane Milen              | TKO (golpes)                | Star Combat 1                        | 29 de mayo de 2021       | 2     | 2:03   | Manaos            |                                                      |
| Victoria  | 9–3    | Erianny Castañeda        | TKO (retirada)              | Silva Combat Fight 3                 | 14 de mayo de 2021       | 2     | 5:00   | Manaos            | Debut en peso mosca.                                 |
| Derrota   | 8–3    | Dayane de Souza Cardoso  | KO (golpe)                  | Mr. Cage 42                          | 4 de septiembre de 2020  | 1     | 1:20   | Manaos            |                                                      |
| Derrota   | 8–2    | Ariane Carnelossi        | TKO (patadas al cuerpo)     | Future FC 5                          | 24 de mayo de 2019       | 3     | 3:53   | São Paulo         |                                                      |
| Victoria  | 8–1    | Jessica Luanna           | TKO (golpes)                | Mr. Cage vs. Rei da Selva Combat 1   | 16 de marzo de 2019      | 2     | 2:24   | Manaos            |                                                      |
| Victoria  | 7–1    | Erilene Rayla Nascimento | TKO (golpes)                | Mr. Cage 35                          | 28 de julio de 2018      | 5     | 2:40   | Manaos            |                                                      |
| Derrota   | 6–1    | Fabiulane Melo           | Sumisión (armbar)           | Coari Champions                      | 31 de marzo de 2018      | 1     | 1:56   | Coari             |                                                      |
| Victoria  | 6–0    | Andréia Cerdeira         | Sumisión (rear-naked choke) | Mr. Cage 34                          | 10 de marzo de 2018      | 2     | 2:50   | Manaos            |                                                      |
| Victoria  | 5–0    | Paula Lira Pontes        | TKO (golpes)                | Back Fish MMA 2                      | 21 de diciembre de 2017  | 1     | 2:55   | Manaos            |                                                      |
| Victoria  | 4–0    | Davina Maciel            | TKO (golpes)                | Mr. Cage 29                          | 25 de mayo de 2017       | 1     | 0:59   | Manaos            |                                                      |
| Victoria  | 3–0    | Jamily Solarth           | TKO (golpes)                | Luta Tribal 1                        | 8 de julio de 2017       | 1     | 1:36   | Manaos            |                                                      |
| Victoria  | 2–0    | Erilene Rayla Nascimento | Decisión (unánime)          | Jovem Pan Fight Night 1              | 18 de mayo de 2017       | 3     | 5:00   | Manaos            |                                                      |
| Victoria  | 1–0    | Roberta Camila Rocha     | TKO (golpes)                | Arena Fight Championship 2           | 10 de diciembre de 2016  | 1     | 4:00   | Coari             |                                                      |